# 1856 en Grèce
Chronologie de la Grèce
- 1852
- 1853
- 1854
- 1855
- 1856
- 1857
- 1858
- 1859
- 1860

Cette page concerne les évènements survenus en 1856 en Grèce :

## Événement
- Recensement de la Grèce
- 6 octobre : Élections législatives.
- 11-12 octobre : Séisme de Héraklion (en)

## Création
- Compagnie hellénique de bateaux à vapeur (el)

## Destruction
- La mosquée du Vizir, à Héraklion, est détruite lors du séisme. Elle deviendra, en 1869, la mosquée Géni, puis en 1925, l'actuelle église d'Agíos Títos (el).

## Naissance
- Vikéntios Bokastsiábis, peintre.
- Nikólaos Dimarás (el), juriste et professeur d'université.
- Andréas Kopásis, prince de Samos.
- Jean Moréas, poète.
- Rígas Nikolaïdis (el), médecin et professeur d'université.
- Athanase Papadopoulos-Kérameus, professeur d'université.
- Matilde Serao, journaliste et romancière.

## Décès
- Antónios Kalamogdártis (el), personnalité politique.
- Konstantínos Sakellarópoulos (el), archéologue.
- Athanásios Syrópoulos (el), militaire.
- Ioánnis Zambélios (el), poète.